# چپمن ۲۴۰۹
سیارک ۲۴۰۹ (به انگلیسی: 2409 Chapman، نامگذاری:1979UG) دو هزار و چهارصد و نهمین سیارک کشف شده‌است که در ۱۷ اکتبر ۱۹۷۹ کشف شد.
قدر مطلق سیارک برابر ۱۳٫۲۰ است.